# Zheng Yanxiong
Zheng Yanxiong (chinês simplificado: 郑雁雄, pinyin: Zhèng Yànxióng) é um político chinês que atualmente serve como diretor do Gabinete de Salvaguarda da Segurança Nacional do GPC na Região Administrativa Especial de Hong Kong.

## Infância e educação
Zheng nasceu no distrito de Chaonan, Shantou, na província de Cantão, em agosto de 1963. Em julho de 1984, se formou na Universidade de Medicina Chinesa de Cantão, onde obteve o título de bacharel em medicina. Após a graduação, começou a trabalhar na universidade. Em maio de 1986, Zheng ingressou no Partido Comunista da China. 

## Carreira

### Cantão
Em setembro de 1992, Zheng foi nomeado chefe do Departamento de Trabalho da Juventude do Comitê Provincial de Cantão da Liga da Juventude Comunista da China. Um ano depois, tornou-se membro do Comitê Permanente do Comitê Provincial do Partido Comunista da China de Cantão e foi nomeado chefe do Departamento Rural-Urbano do Comitê Provincial de Cantão da Liga da Juventude Comunista da China. Em 1995, obteve um mestrado em economia pela Universidade Sun Yat-sen. Tornou-se vice-secretário geral do ramo Sul do Diário do Povo em março de 1998 e, em seguida, secretário-geral a partir de dezembro do mesmo ano. Em janeiro de 2002, foi nomeado diretor adjunto do Gabinete de Pesquisa Política do Comitê Provincial de Cantão do Partido Comunista da China. 

### Shanwei
Em janeiro de 2005, foi transferido para Shanwei e nomeado Secretário Adjunto do Partido Comunista e Secretário da Comissão de Inspeção Disciplinar. Em 11 de janeiro de 2009, foi promovido a prefeito de Shanwei e, em agosto, Secretário do Partido Comunista. Durante seu mandato foi responsável por lidar com os protestos de Wukan.

### Retorno a Cantão
Em julho de 2013, Zheng foi transferido de volta para Cantão e nomeado Vice-Diretor Executivo do Departamento de Publicidade do Comitê Provincial de Cantão do Partido Comunista da China. Em maio de 2018, tornou-se Vice-Secretário-Geral Executivo do Comitê Provincial de Cantão do Partido Comunista da China e Diretor do Gabinete Político do Comitê Provincial de Cantão do Partido Comunista da China. Em outubro do mesmo ano, foi promovido a Secretário-Geral do Comitê Provincial de Cantão do Partido Comunista da China. Em 29 de janeiro de 2019, foi eleito membro do Comitê Permanente do Comitê Provincial de Cantão do Partido Comunista da China. 

### Hong Kong
Em 3 de julho de 2020, foi nomeado diretor do recém-criado Gabinete de Salvaguarda da Segurança Nacional do GPC na Região Administrativa Especial de Hong Kong.